# Pauesia silana
Pauesia silana är en stekelart som beskrevs av Tremblay 1969. Pauesia silana ingår i släktet Pauesia och familjen bracksteklar. Inga underarter finns listade i Catalogue of Life.